# Жидков, Николай Петрович
Никола́й Петро́вич Жидко́в (25 февраля 1918, Стемасс, Симбирская губерния — 19 июня 1993, Москва) — советский и российский учёный, специалист по вычислительной математике. Кандидат физико-математических наук, доцент механико-математического факультета МГУ и факультета вычислительной математики и кибернетики МГУ. Автор известных и многократно переиздававшихся учебников «Методы вычислений» (совместно с И. С. Березиным) и «Численные методы» (совместно с Н. С. Бахваловым и Г. М. Кобельковым).

## Биография
Родился 25 февраля 1918 года в селе Стемасс (ныне — в Вешкаймском районе Ульяновской области) в крестьянской семье. В 1921 году спасаясь от голода в Поволжье, их семья переехала в Самару. В 1924—1935 годах учился в средней школе. В 1935 году поступил на механико-математический факультет МГУ, который окончил с отличием в 1941 году.
Участник Советско-финской и Великой Отечественной войн. 22 июня 1941 г. добровольцем пошёл в Красную Армию, находился в действующей армии до конца Великой Отечественной войны, воевал в 268-й стрелковой дивизии. Участвовал в боях на Ленинградском и 3-м Прибалтийском фронтах, был семь раз ранен. Награждён орденами Отечественной войны II степени (1944) и I степени (1985), орденом Красной Звезды (1944) и многими медалями.
После демобилизации из армии капитан Жидков в 1946 году поступил в аспирантуру НИИ математики МГУ, где его научным руководителем был В. В. Степанов. В 1949 году стал кандидатом физико-математических наук, тема его диссертации «Дискретные динамические системы».
Начал работать в МГУ с 1949 года: ассистент, затем (1950—1970 годы) доцент кафедры вычислительной математики механико-математического факультета МГУ. В 1950 году получил учёное звание доцента. В 1954—1957 годах он был заместителем декана механико-математического факультета МГУ по научной работе. В начале 1950-х годов был первым начальником кафедры математики Высшей школы криптографов Главного управления Специальной службы (ВШК ГУСС).
В 1970 году вместе с группой сотрудников Н. С. Бахвалова перешёл на только что созданный факультет вычислительной математики и кибернетики. В 1970—1993 годах — доцент кафедры вычислительной математики факультета ВМК МГУ, затем математической физики факультета ВМК МГУ. В 1973—1979 годах он на общественных началах исполнял обязанности декана вечернего спецотделения факультета ВМК МГУ.
Внёс большой вклад в формирование научной тематики Вычислительного центра МГУ, c 1958 по 1965 год был заведующим лабораторией теоретических исследований ВЦ, а затем возглавляя группу структурного анализа НИВЦ.
Был членом советов по защите диссертаций, членом Совета МГУ по истории и методологии естественных наук, членом Международного союза кристаллографов. Возглавлял Совет ветеранов факультета ВМК МГУ.

## Научная деятельность
Автор около 120 научных работ по численным методам, оптимизации, распознаванию образов, математическим методам в кристаллографии. Принимал участие в решении прикладных задач космонавтики, ядерной физики, гидродинамики, структурного анализа кристаллов. Автор 8 монографий и учебных пособий. Написанный им совместно с И. С. Березиным учебник «Методы вычислений» (изданный в двух томах), выдержал несколько переизданий в СССР и был переведён на ряд иностранных языков (в Великобритании, США, Германии, Югославии).
Во время работы в МГУ читал ряд учебных курсов: «Методы вычислений», «Линейные аппроксимации функционалов», «Математические вопросы структурного анализа», «Специальные функции», «История и методология прикладной математики».

## Избранные труды

### Монографии и учебники
- Бахвалов Н. С., Жидков Н. П., Кобельков Г. М. Численные методы. — М.: Наука, 1987. — 600 с.; 7-е изд. — Москва: Бином. Лаб. знаний, 2011. — 636 с. — (Классический университетский учебник). — ISBN 978-5-9963-0449-3.
- Березин И. С., Жидков Н. П. Методы вычислений. — М.: Физматгиз, 1959. — Т. 1. — 464 с.; 3-е изд., перераб. и доп. — М.: Наука, 1966.
- Березин И. С., Жидков Н. П. Методы вычислений. — М.: Фиматгиз, 1959. — Т. 2. — 620 с.; 3-е изд., перераб. и доп. — М.: Наука, 1966.
- Жидков Н. П. Линейные аппроксимации функционалов. — М.: Изд-во МГУ, 1977. — 264 с.
- Математические вопросы структурного анализа. Теория и практика вычислительного эксперимента. Под ред. Н. П. Жидкова и Б. М. Щедрина. — М.: Изд-во МГУ, 1981. — 84 с.
- Жидков Н. П. Заметки по истории и методологии прикладной математики. — М.: Изд-во МГУ, 1985. — 70 с.
- Жидков Н. П., Щедрин Б. М. Геометрия кристаллического пространства. — М.: Изд-во МГУ, 1988. — 224 с. — ISBN 5-211-00101-X

### Статьи в научных журналах
- Жидков Н. П. Некоторые свойства дискретных динамических систем // Ученые записки Моск. гос. ун-та, 163 (1952), 31-59.
- Бахвалов С. В., Жидков Н. П., Сафронов И. Д., Лупанов О. Б. XVII Московская школьная математическая олимпиада // УМН, 10:1(63) (1955), 213—219.
- Жидков Н. П. Несколько замечаний по поводу обусловленности систем линейных алгебраических уравнений // Журнал вычислительной математики и математической физики, 3:5 (1963), 803—811.
- Щедрин Б. М., Белов Н. В., Жидков Н. П. Метод материальной точки в структурном анализе кристаллов // ДАН СССР. — 1966. — Т. 170. — №. 5. — С. 1080—1072.
- Веденеев Е. П., Жидков Н. П., Щедрин Б. М. Дифференцирование табличной функции методом интерполирующего сопряжения // Журнал вычислительной математики и математической физики, 10:2 (1970), 433—437.
- Андрушевский Н. М., Жидков Н. П., Щедрин Б. М. Об оптимальных аппроксимациях функций по конечному числу их коэффициентов Фурье // Журнал вычислительной математики и математической физики, 18:6 (1978), 1595—1599.